# Safirförbundet
Svenska Safirförbundet var ett klassförbund för Safirklassen.

## Verksamhet
Förbundet gav ut tidningen Safirbladet. Förbundet hade också en egen hemsida med bland annat dokumentarkiv och forum. Klassförbundet bevakade entypsreglerna för Safiren och hade tillverkningsrätten i Sverige. Nybyggnation och registrering av båtar administrerades genom förbundet.
Safirförbundet ägde formarna för däck, skrov mm samt verktyg för att tillverka mastprofil. Formarna lånades ut till medlemmar i förbundet för reparationer och nybyggen.
Safirförbundet arrangerade bl.a. träningsseglingar för Safirer och seminarier och informationskvällar för förbundets medlemmar.
Styrelsen satt i Stockholm.

## Historik
Förbundet grundades 1972 och upplöstes på 2010-talet.[källa behövs]

## Dansk Safirklub
I Danmark fanns en motsvarighet till Svenska Safirförbundet, kallad Dansk Safirklub (DASK). Den förklarades vilande 2013.